# Миранда против Аризоне
Миранда против Аризоне (енгл. Miranda v. Arizona) је назив познате пресуде Врховног Суда Сједињених Америчких Држава из 1966. године. У пресуди се наводи да ће све изјаве које да осумњичени за вријеме док се налази у притвору, бити важеће само у случају да му се прије испитивања саопште његова права - право на шутњу, и право на адвоката. Осумњичени мора разумјети та права, и у случају да даје било какву изјаву, мора их се свјесно одрећи.
Мирандина права (енгл. Miranda rights) су данас дио рутинске полицијске процедуре у Сједињеним америчким Државама. Полицијски службеници су пресудом суда обавезни да прије сваког испитивања осумњиченом саопште његова права. Овај поступак назива се Мирандино упозорење (енгл. Miranda warning).